# NGC 3252
NGC 3252 est une galaxie spirale barrée vue par la tranche et située dans la constellation du Dragon. NGC 3252 a été découverte par l'astronome germano-britannique William Herschel en 1785.

## Caractéristiques
Sa vitesse par rapport au fond diffus cosmologique est de 1 214 ± 7 km/s, ce qui correspond à une distance de Hubble de 17,91 ± 1,26 Mpc (∼58,4 millions d'al).
À ce jour, huit mesures non basées sur le décalage vers le rouge (redshift) donnent une distance de 24,325 ± 4,010 Mpc (∼79,3 millions d'al), ce qui est légèrement à l'extérieur des valeurs de la distance de Hubble. Puisque cette galaxie est relativement rapprochée du Groupe local, il est probable que cette valeur soit plus près de la distance réelle de NGC 3252. Notons que c'est avec la valeur moyenne des mesures indépendantes, lorsqu'elles existent, que la base de données NASA/IPAC calcule le diamètre d'une galaxie.
La classe de luminosité de NGC 3252 est IV et elle présente une large raie HI.